# Скит Мала Света Ана
Скит Мала Света Ана  једно је од светогорских светилишта у коме почеци монашког живота  датирају још од 1007. године. Због најезде гусара и пљачкаша, 1320. године монаси су напустили своја станишта у овом скиту, и на садашњој локацији с краја 17. и почетком 18. века основали данашњи скит. У њему, духовним животом, живео је Герасим Микраианитис, аутор многих црквених певања. Окружени миром и тишином, окупани свелошћу сунца, монаси овог скита и путници намерници у њему доживљавају визију сусрета са Богом и свецима.

## Положај
Скит Мала Света Ана налази се на око 2,5 км. југозападно од скита Велика света Ана у подножју Атоса у делу одакле почиње светогорска пустиња. Од манстира Велика Лавра удаљен је око 30 километара.
Женама је забрањено да посећују скит. Овамо долазе ходочасници или путници намерници који жуде за разговором о духовном животу с подвижницима, за које је уживање у овоземаљском животу страно. А када коначно стигну до пустињакове келије, треба дуго да стоји пред вратима док му их неки од монаха не отвори, због њиховог гесла да се само упорнима отварају врата, иако ови пустињаци радо примају госте, са посебном радошћу. А када приме госта, они се према њему односе тако да их угошћују најлепше што могу.

## Историја
Први досељеници скита били су свети Дионисије говорник са својим учеником светим Митрофаном, који су дошли на овај простор из манастира Студион у Цариграду у 16. веку тражећи мирно место за свој испоснички живот. Они су се прво настанили у пећини, познатој под називом Лавра, у којој су прешли на строги пустињачки живот, ускраћен многих овосветовних задовољастава. Завукавши се у њу, Дионис је направи себи тесну колибу , у каквим је подвизима је он тамо живео:
То је само Бог видео и знао. Храна му је била кестење, којим Света Гора изобилује. И ретко је кад окушао хлеб у оближњим келијама, куда су га понекад позивали ради богослужења. Његово нестицање беше такво, да ма куда отишао из своје пустиње, увек је остављао врата келије незатворена, јер у келији не беше ничег на шта би се могла полакомити зла рука лупежа.
Доцније он је крај своје келије подигао мали храм у част Пресвете Тројице, у коме је провео три године, „анђелски славословећи Бога дан и ноћ, и бестрасно проходећи пут живота свог, због чега се и удостојавао божанских откривења”. Напослетку он се зажеле да види и света места, где је Спаситељ био распет, да би тамо сазнао догађаје из живота Христовог, „и наслађивао срце своје посматрањем самих места на којима су се ти догаћаји збивали ради спасења палог рода људског.”
Дионисије је својом реториком и духовношћу привукао већи број монаха које је свестрано помаго, подржавао и охрабривао да прихвате живот у скиту. Био је одличан калиграф и писац, а неке његове књиге се данас чувају у манстиру Велика Лавре и другим манастирима и скиту свете Ане.
Током векова живели су у скиту и многих други момаси  попут Грегорија, Саве, Космаса, Данијела, Габријела, Авимелика, Јосифа и монах Герасимоса Микрагиананитиса,  који, не само да су уобличили овај скит, већ су за собом оставили материјалне трагове: у руком писаним причама, документима и текстовима.
Данас у скиту Мала Света Ана постоји 7 келија (које су нумерисане са врха планинине надоле):